# 聖デイヴィッド
聖デイヴィッド（せいデイヴィッド、英語: Saint David、ウェールズ語: Dewi Sant〈聖デウィ〉、ラテン語: Davidus、500年頃 - 589年頃）は、ウェールズの聖職者。ウェールズの守護聖人。カトリック教会・聖公会・正教会で聖人。

## 生涯

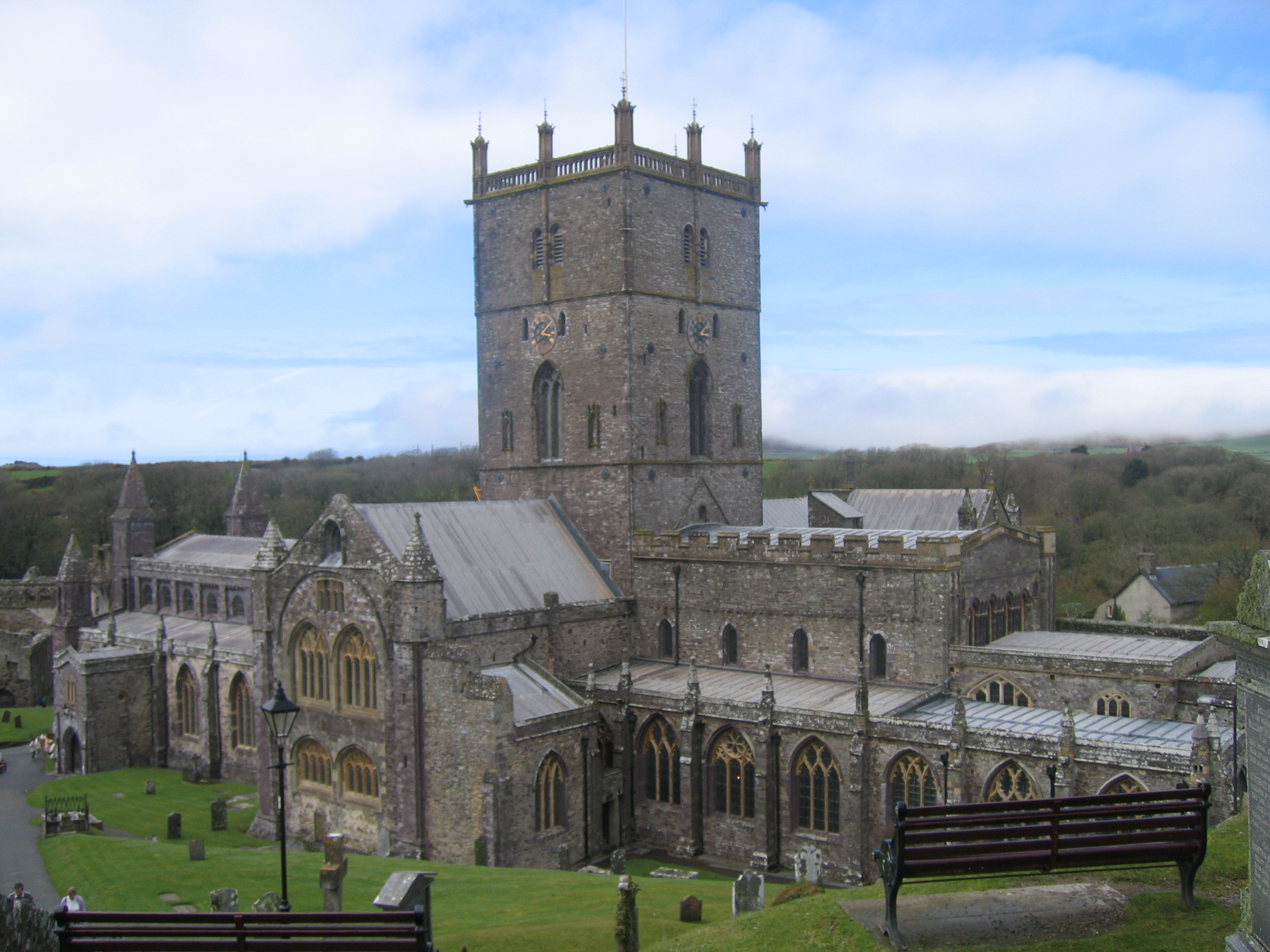
1181年当時の外観に復元された聖デイヴィッド大聖堂
（ペンブルックシャー、セント・デイヴィッズ）

イングランドの守護聖人ジョージ、スコットランドの守護聖人アンドルーとは違い、地元ウェールズ出身の守護聖人である。その前半生はよく知られておらず、生誕年月日は不詳で、西暦462-515年のうちに生まれたと考えられる。後世の伝記である11世紀末頃のリゲヴァルフによる『聖デイヴィッド伝』 ("Life of St David" 〈"Buchedd Dewi"〉) などによれば、聖ノンの子であり、父はケレデギオン（カレディギオン、Ceredigion）の王ケレディグ (Ceredig) の息子サント (Sant) とされる。
デイヴィッドは、大部分が異教の世界であったウェールズ、コーンウォール、ブルターニュにおいて修道院（信徒定住地）や教会を造り続けた。彼は司教座を立ち上げ、教会会議を2度開催し、エルサレムとローマへ巡礼した。彼は質素な生活と禁欲主義を実行し、信徒らにも菜食主義を説いた。
当時としては非常に高齢まで生き（一説には100歳とも）、亡くなったときには彼の魂を迎えに天使を伴ったキリストが現れたという。1120年、ローマ教皇カリストゥス2世によって列聖された。彼の菩提寺として中世を通して巡礼地となった聖デイヴィッド大聖堂は、かつて彼が故郷のメネヴィア (Menevia) であるペンブロークシャーのセント・デイヴィッズに建てた修道院の跡地に建てられた。

## 伝説
芸術作品では、通常、肩に鳩がとまり、司教祭服を着た姿で描かれる。それはブレヴィの教会会議 (Synod of Brefi) において、数多く集まった聴衆の遠くに彼の声は届かなかったが、鳩が現れて肩にとまると地面が持ち上がり、その姿とともに声が遠くまで聞こえるようになったという伝説による。

## 祝日

ウェールズの守護聖人、聖デイヴィッドの旗

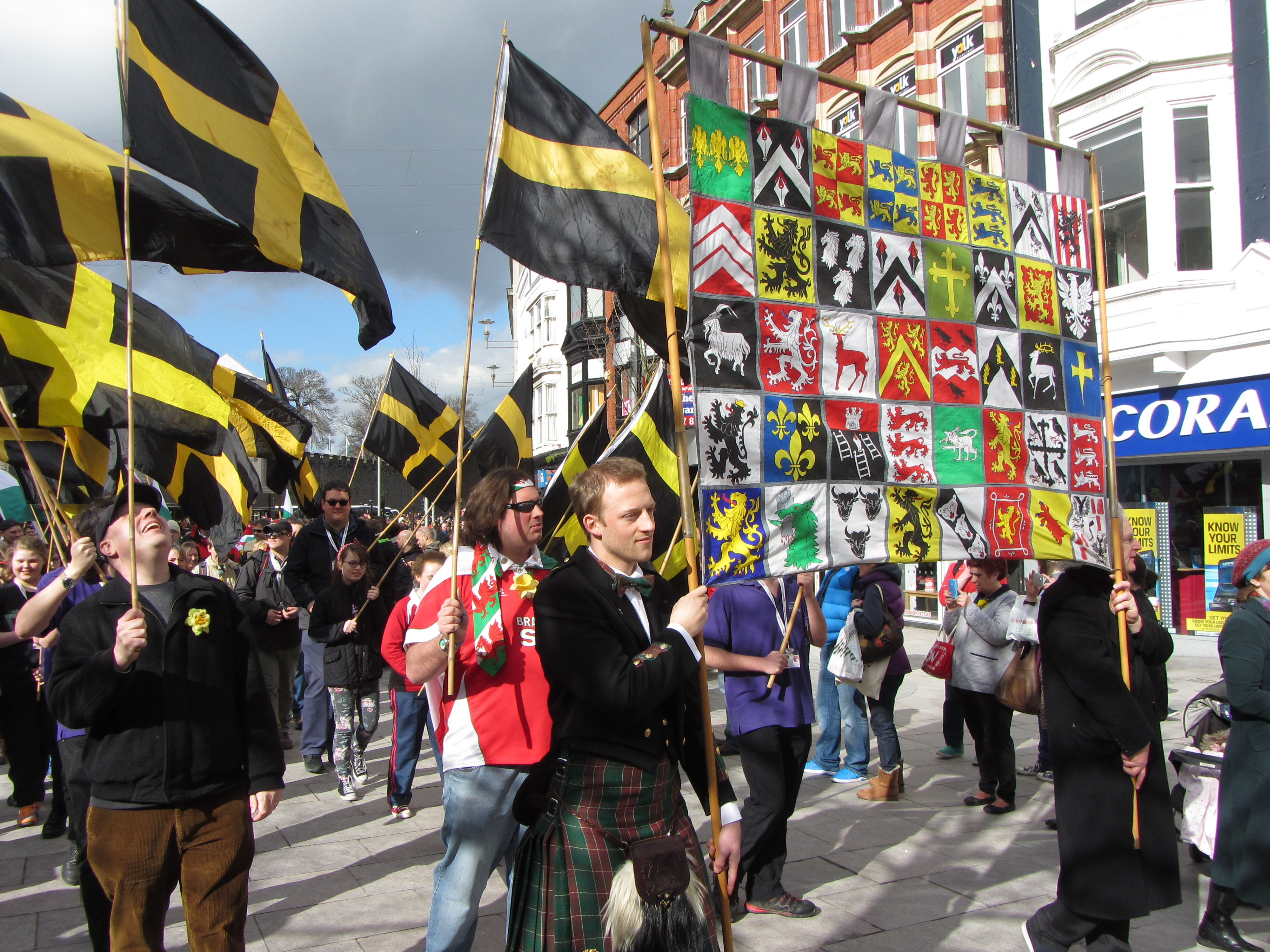
聖デイヴィッドの日のパレード（カーディフ）

祝日は3月1日で、命日を祝う聖デイヴィッドの日 (Saint David's Day) と呼ばれるウェールズの祝日となっており、パレードやコンサートなどが行われる（年によっては灰の水曜日と重ならないよう調整される）。デイヴィッド自身およびウェールズの国花・国章となっているのは、リーキである。伝承によると、6世紀のサクソン人との戦いの際、敵と味方を見分けるためにウェールズ兵は帽子にリーキをつけ、勝利したといわれる。聖デイヴィッドの日には、ウェールズの国旗とともに聖デイヴィッドの旗が掲げられ、人びとの胸にはリーキや同じく国花であるラッパスイセンが飾られる。16世紀には、すでに聖デイヴィッドの日にリーキで帽子を装飾する風習があったことが、シェイクスピアの『ヘンリー5世』の描写により知られる。